# Камберлендские горы (США)
Камберлендские горы (англ. Cumberland Mountains) — горный хребет на востоке США, часть Аппалачей.
Согласно данным Геологической службы США, Камберлендские горы — хребет длиной около 210 км и шириной более 30 км, расположенный на востоке Кентукки и Теннесси, юге Западной Виргинии и западе Виргинии. Севернее хребта расположено Аллеганское плато, западнее — северная часть плато Камберленд. Северо-восточнее расположен Аллеганский хребет, южнее — Голубые горы. Высшая точка — Хай-Ноб (1289 м), расположенная в Виргинии. Назван хребет в честь Уильяма Августа, герцога Камберлендский. Во время Гражданской войны Камберлендские горы имели стратегическую важность, так как они обеспечивали связь востока и центра Теннесси с Кентукки..
Юго-восточные склоны хребта скалисты, а северо-западные склоны более пологие.
У границ Виргинии, Кентукки и Теннесси расположен Камберлендский разрыв, перевал с высотой 497 м над уровнем моря. На границе этих штатов расположена гора Три-Стейт-Пик. Разрыв в горах сыграл важную роль для колонистов. Сегодня здесь расположен исторический парк с пещерами и туристическими тропами, в год его посещает около 300 тыс. туристов.
Чёрная гора (1263 м) в Кентукки является высшей точкой штата.

## Галерея
- Кросс-Маунтин в Теннесси
- Чёрная гора в Кентукки
- Пайн-Маунтин
- Три-Стейт-Пик на границе трёх штатов